# Campeonato de Primera Fuerza de la FMF 1923-24
La Temporada 1923-24 fue la edición II del campeonato de liga de la Primera Fuerza del fútbol mexicano, luego de la fusión de la Liga Mexicana con la Liga Nacional, y la consecuente fundación de la Federación Mexicana de Fútbol en 1922; Comenzó el 2 de septiembre y finalizó el 27 de julio. España obtuvo su primer título después de superar en un duelo de desempate a América, y en gran medida a un acto de lealtad deportiva del cuadro crema; luego de que el capitán y entrenador Rafael Garza Gutiérrez preguntara al delantero Alfredo García Besne, si el gol que había anotado (y que significaba el 2-0 del cuadro crema) había sido con la mano. Ante la afirmativa del jugador, Récord Garza reportó el incidente, el gol se anuló, el equipo albinegro remontó, ganó el partido y en consecuencia el título.
En esta temporada se produjo la fusión de los dos equipos propiedad de la compañía Luz y Fuerza del Centro: Luz y Fuerza y Tranvías dando origen a Club Necaxa.

## Sistema de competencia
Los nueve participantes disputan el campeonato bajo un sistema de liga, es decir, todos contra todos a visita recíproca; con un criterio de puntuación que otorga dos unidades por victoria, una por empate y cero por derrota. El campeón sería el club que al finalizar el torneo haya obtenido la mayor cantidad de puntos, y por ende se ubique en el primer lugar de la clasificación. 
En caso de concluir el certamen con dos equipos empatados en el primer lugar, se procedería a un partido de desempate entre ambos conjuntos; de terminar en empate dicho duelo, se realizará uno extra, y de persistir la igualdad en este, se alargaría a la disputa de dos tiempos extras de 30 minutos cada uno, y posteriormente a un nuevo encuentro hasta que se produjera un ganador.
En caso de que el empate en el primer lugar fuese entre más de dos equipos, se realizaría una ronda de partidos entre los involucrados, con los mismos criterios de puntuación, declarando campeón a quien liderada esta fase al final.
Para el resto de las posiciones que no estaban involucradas con la disputa del título, su ubicación, en caso de empate, se definía por medio del criterio de gol average o promedio de goles, y se calculaba dividiendo el número de goles anotados entre los recibidos.

## Tabla de posiciones
|    | Equipos     | PJ | G  | E | P  | GF | GC | Dif. | Pts. |
| -- | ----------- | -- | -- | - | -- | -- | -- | ---- | ---- |
| 1. | España      | 16 | 9  | 6 | 1  | 27 | 6  | 21   | 24   |
| 2. | América     | 16 | 11 | 2 | 3  | 25 | 9  | 16   | 24   |
| 3. | Asturias    | 16 | 8  | 4 | 4  | 25 | 9  | 16   | 20   |
| 4. | Aurrerá     | 16 | 8  | 4 | 4  | 19 | 13 | 6    | 20   |
| 5. | Necaxa      | 16 | 6  | 5 | 5  | 16 | 17 | -1   | 17   |
| 6. | México      | 16 | 3  | 5 | 8  | 12 | 24 | -12  | 11   |
| 7. | Reforma     | 16 | 5  | 1 | 10 | 12 | 26 | -14  | 11   |
| 8. | Germania FV | 16 | 3  | 3 | 10 | 12 | 29 | -17  | 9    |
| 9. | Son-Sin     | 16 | 2  | 4 | 10 | 12 | 27 | -15  | 8    |

## Serie final
| 27 de julio de 1924 | España | 2:1' | América      | Parque España, Ciudad de México |  |
|                     | ¿?     |      | M. Yáñez 33' |                                 |  |